# 晋安河

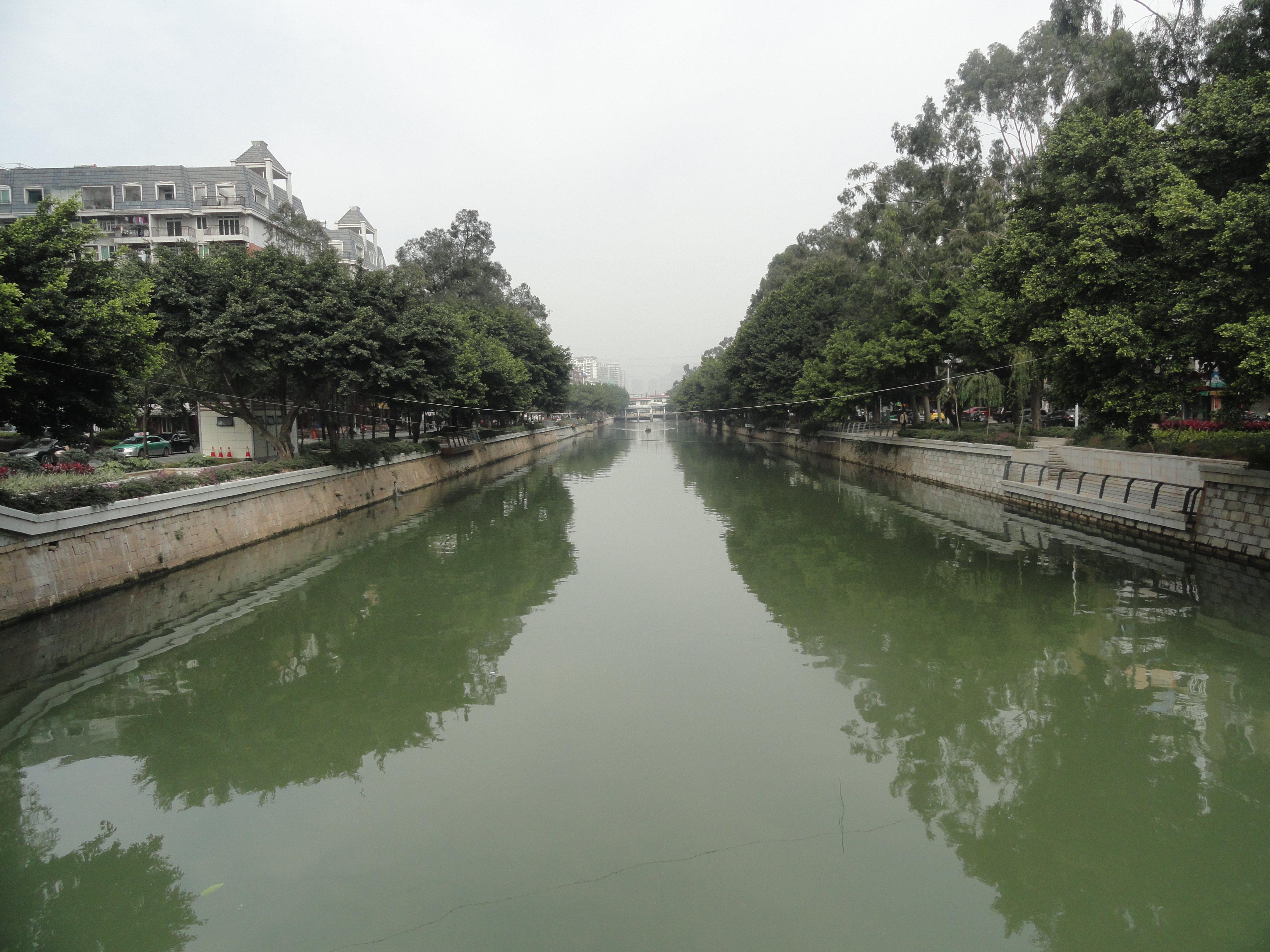
在华林路上拍摄福州晋安河

晋安河是闽江的一条支流，流经福建省福州市。晋安河发源于福州市北峰，主要支流有湖前溪、化工河、凤坂溪等等，下游称作光明港，最后在台江区附近注入闽江。
晋安河原为晋安郡太守严高修建子城时挖成的护城河，宋朝时期扩展为运河。2018年，福州市委、市政府将晋安河列入重点景观带改造项目。